# Harold Innis
Harold Adams Innis, kanadski politični ekonomist in profesor, * 5 November 1894, Otterville, jugozahodni Oxford okraj Ontarija, Canada, † 8 November 1952. Bil je avtor temeljnih del o medijih in kanadski gospodarski zgodovini, zasnoval pa je tudi komunikacijsko teorijo. Pomagal je razviti tezo o osnovnih surovinah, ki trdi, da so na kanadsko kulturo, politično zgodovino in gospodarstvo odločilno vplivali izkoriščanje in izvoz osnovnih surovin, kot so krzno, ribolov, les, pšenica, kovine in premog.
Harold Adams Innis je bil rojen leta 1894 v okraju Oxford v jugozahodnem Ontariju. Njegova starša sta bila dosledna baptista, lastnika ne preveč premožne kmetije. Njegova mati, Mary Adams Innis, ga je poimenovala Harold, v upanju, da bo sledil teološki poti in postal duhovnik v strogi evangeličanski baptistični veri, katere pripadnika sta bila z možem Williamom. Harold Innis je začel s šolanjem v sobotni šoli in v lokalni enorazredni javni šoli, izobraževanje pa nadaljeval na bližnji srednji šoli v Ottervillu in kasneje na kolegijskem inštitutu Woodstock.

## ŽIVLJENJE IN DELO

### UNIVERZITETNI ŠTUDIJ
Innis je študiral na Univerzi McMaster in na Univerzi v Chicagu. Velik vpliv na Innisa je imel zlasti James Ten Broeke, ki je sam vodil univerzitetni oddelek za filozofijo. Innisova izbira doktorske disertacije, Zgodovina kanadske pacifične železnice, je bil njegov prvi korak k preusmeritvi številnih študijskih področij, povezanih s Kanado, zlasti na področju družbenih ved. Leta 1920 se je Innis pridružil oddelku za politično ekonomijo Univerze v Torontu, kjer je ostal in deloval do svoje smrti.

### PRVA SVETOVNA VOJNA
Po diplomi na Univerzi v McMasterju se je Innis prijavil v kanadsko ekspedicijsko silo. Jeseni 1916 so ga poslali v Francijo, da bi se boril v prvi svetovni vojni. Velika vojna je imela na Innisa močan vpliv in je kasneje izoblikovala tudi njegov intelektualni pogled. Okrepil se je njegov kanadski nacionalizem, izostrilo se je njegovo mnenje o uničujočih učinkih tehnologije, vključno s komunikacijskimi mediji, ki so bili tako učinkovito uporabljeni za vzpodbujanje vojne. Prvič pa je tudi podvomil tudi v svojo baptistično vero.

### PODIPLOMSKI ŠTUDIJ
Harold Innis je končal magisterij iz umetnosti v McMasterju, kjer je diplomiral aprila 1918. V svoji disertaciji z naslovom Vrnjeni vojak je podrobno opisoval ukrepe javne politike, ki so bili potrebni, ne samo za zagotavljanje podpornega miljeja za pomoč veteranom, ki so premagovali posledice vojne, ampak tudi za nadaljevanje z nacionalno obnovo. Harold Innis je napisal doktorat o zgodovini kanadske pacifiške železnice (CPR). Zaključek gradnje prve kanadske čezcelinske železnice leta 1885 je bil odločilni trenutek v kanadski zgodovini. Innisovo nalogo, ki je bila leta 1923 objavljena kot knjiga, lahko razumemo kot zgodnji poskus dokumentiranja pomena železnice z vidika ekonomskega zgodovinarja.

### SMRT
Innis je umrl zaradi raka prostate 8. novembra 1952, nekaj dni po svojem 58. rojstnem dnevu. V njegovo čast so imenovali Innis College na Univerzi v Torontu in Innis Library na Univerzi McMaster.

## TEORIJA OSNOVNIH SUROVIN
V dvajsetih letih 20. stoletja je bil vse bolj nezadovoljen, ker je menil, da ameriški in britanski izobraženci, ki so prevladovali na kanadskih univerzah, uporabljajo neprimerne modele za analizo kanadskega gospodarstva. Innisovo prvo večje delo, Trgovina s krznom v Kanadi (1930), je utrdilo njegov ugled in uvedlo tezo »Staples Theory« gospodarskega razvoja. Meni, da so kanadsko kulturo, politično zgodovino in gospodarstvo odločilno oblikovali izkoriščanje in izvoz vrste surovin, kot so krzno, ribe, les, pšenica, kovine in fosilna goriva. Innis je razvil teorijo, da je odvisnost od izvoza naravnih virov povzročila podrejenost Kanade industrijsko bolj razvitim državam. Občasno so nastajale motnje v gospodarskem življenju, ko je mednarodno povpraševanje po teh surovinah naraščalo ali upadalo; ko je sama surovina postajala vse bolj redka ali zaradi tehnoloških sprememb.

## OSTALA POMEMBNA DELA
- Innis, Harold. (1923) A History of the Canadian Pacific Railway. Revised edition (1971). Toronto: University of Toronto Press.
- Innis, Harold. (1930) The Fur Trade in Canada: An Introduction to Canadian Economic History. Revised edition (1956). Toronto: University of Toronto Press.
- Innis, Harold. (1930) Peter Pond, Fur Trader and Adventurer. Toronto: Irwin & Gordon.
- Innis, Harold. (1940) The Cod Fisheries: The History of an International Economy. Toronto: The Ryerson Press
- Innis, Harold. (1946) Political Economy in the Modern State. Toronto: The Ryerson Press
- Innis, Harold, ed. (1948) The Diary of Simeon Perkins: 1766–1780. Toronto: Champlain Society.
- Innis, Harold. (1950) Empire and Communications. Oxford: Clarendon Press.
- Innis, Harold. (1951) The Bias of Communication. Toronto: University of Toronto Press.
- Innis, Harold. (1952) The Strategy of Culture. Toronto: University of Toronto Press.
- Innis, Harold. (1952) Changing Concepts of Time. Toronto: University of Toronto Press.
- Innis, Harold. (1956) Essays in Canadian Economic History, edited by Mary Q. Innis. Toronto: University of Toronto Press.
- Innis, Harold. (1980) The Idea File of Harold Adams Innis, edited by William Christian. Toronto: University of Toronto Press.

Od zgoraj naštetih del, je v slovenščino prevedeno le literarno delo Pristranost komuniciranja (1894-1952) Innis, Harold (The Bias of Communication (1951). Prevedel ga je Dejan Jontes.

## VIRI
Harold Adams Innis. internet. 2020. 25. 11. 2020. Dostopno na naslovu: https://biography.yourdictionary.com/harold-adams-innis
Harold Adams Innis: The Bias of Communications & Monopolies of Power. internet. 2020. 25. 11. 2020. Dostopno na naslovu: https://www.media-studies.ca/articles/innis.htm
Harold Innis: The Canadian Encyclopedia. internet. 2020. 25. 11. 2020. Dostopno na naslovu: https://www.thecanadianencyclopedia.ca/en/article/harold-innis
Harold Innis | The Toronto School Initiative. internet. 2016. 25. 11. 2020. Dostopno na naslovu: http://thetorontoschool.ca/harold-innis/
Innis, H. A. 2017. Essays in Canadian Economic History. Universety of Toronto Press